# Primer Ministre dels Països Baixos

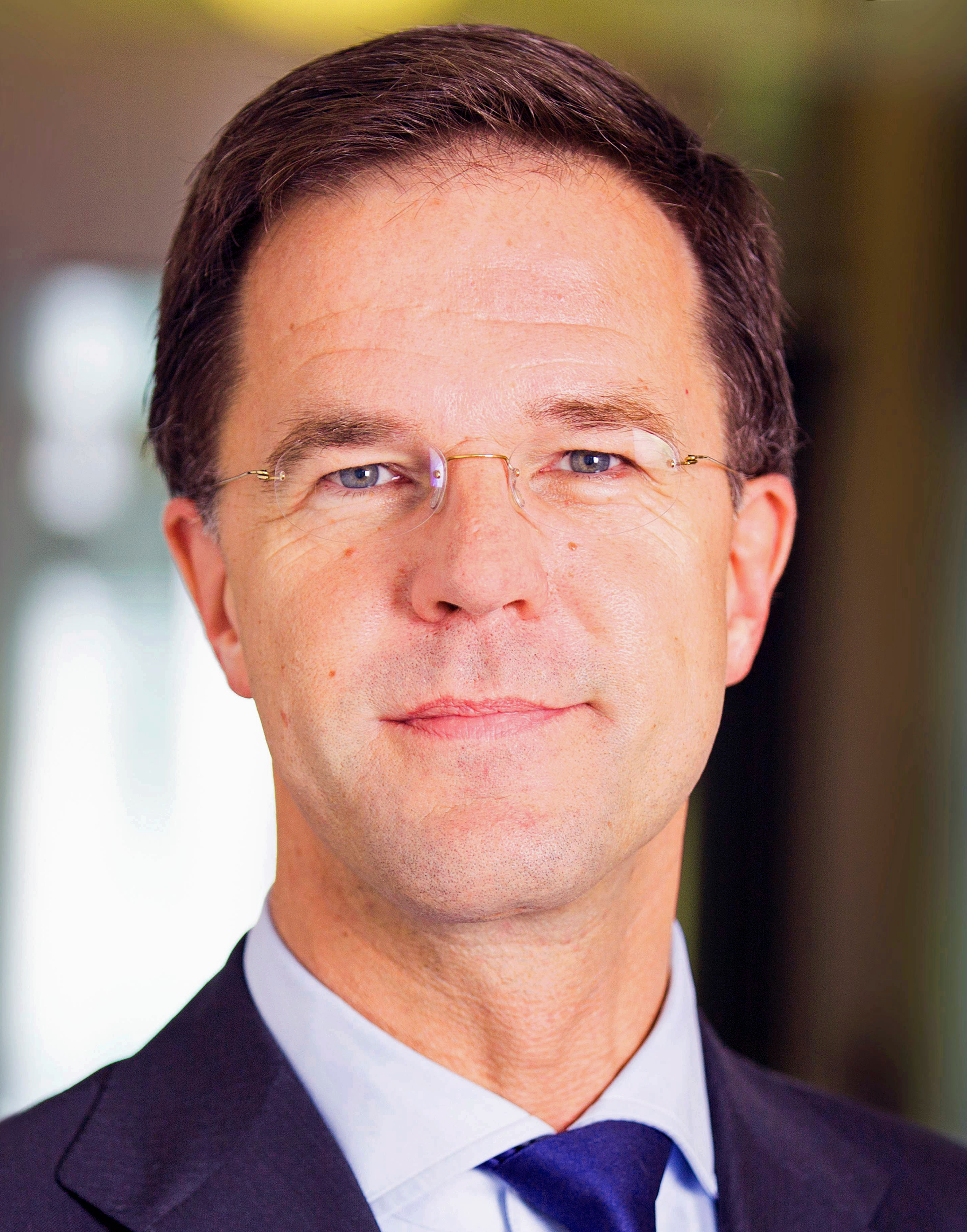
L'actual Primer Ministre, Mark Rutte (VVD)

El Primer Ministre del Regne dels Països Baixos és el cap de govern d'aquest país. Actualment i des del 2 de juliol de 2024 és Mark Rutte (VVD).

## Llista dels Primers Ministres dels Països Baixos (des de 1848)
| No. | Nom                                           | Inici                  | Fi                     | Partit                        |
| --- | --------------------------------------------- | ---------------------- | ---------------------- | ----------------------------- |
| 1.  | Gerrit Schimmelpenninck                       | 25 de març de 1848     | 21 de novembre de 1848 | Partit Conservador            |
| 2.  | Jacob de Kempenaer                            | 21 de novembre de 1848 | 1 de novembre de 1849  | Partit Liberal-Conservador    |
| 3.  | Johan Rudolf Thorbecke (Primer mandat)        | 1 de novembre de 1849  | 19 d'abril de 1853     | Partit Liberal                |
| 4.  | Floris Adriaan van Hall (Primer mandat)       | 19 d'abril de 1853     | 1 de juliol de 1856    | Partit Liberal                |
| 5.  | Justinius van der Brugghen                    | 1 de juliol de 1856    | 18 de març de 1858     | Partit Antirevolucionari      |
| 6.  | Jan Jacob Rochussen                           | 18 de març de 1858     | 23 de febrer de 1860   | Partit Conservador            |
| 7.  | Floris Adriaan van Hall (Segon mandat)        | 23 de febrer de 1860   | 14 de març de 1861     | Partit Liberal-Conservador    |
| 8.  | Jacob van Zuylen van Nijevelt                 | 14 de març de 1861     | 10 de novembre de 1861 | Partit Liberal-Conservador    |
| 9.  | Schelto van Heemstra                          | 10 de novembre de 1861 | 1 de febrer de 1862    | Partit Liberal                |
| 10. | Johan Rudolf Thorbecke (Segon Mandat)         | 1 de febrer de 1862    | 10 de febrer de 1866   | Partit Liberal                |
| 11. | Isaäc Dignus Fransen van de Putte             | 10 de febrer de 1866   | 1 de juny de 1866      | Partit Conservador            |
| 12. | Julius van Zuylen van Nijevelt                | 1 de juny de 1866      | 4 de juny de 1868      | Partit Conservador            |
| 13. | Pieter Philip van Bosse                       | 4 de juny de 1868      | 4 de gener de 1871     | Partit Liberal                |
| 14. | Johan Rudolf Thorbecke (Tercer Mandat)        | 4 de gener de 1871     | 6 de juliol de 1872    | Partit Liberal                |
| 15. | Gerrit de Vries Azn                           | 6 de juliol de 1872    | 27 d'agost de 1874     | Partit Liberal                |
| 16. | Jan Heemskerk Abrahamzoon (Primer Mandat)     | 27 d'agost de 1874     | 3 de novembre de 1877  | Partit Conservador            |
| 17. | Jan Kappeyne van de Coppello                  | 3 de novembre de 1877  | 20 d'agost de 1879     | Partit Liberal                |
| 18. | Teo van Lyneden van Sandenburg                | 20 d'agost de 1879     | 23 d'abril de 1883     | Partit Conservador            |
| 19. | Jan Heemskerk Abrahamzoon (Segon mandat)      | 23 d'abril de 1883     | 21 d'abril de 1888     | Partit Conservador            |
| 20. | Æneas Mackay                                  | 21 d'abril de 1888     | 21 d'agost de 1891     | ARP                           |
| 21. | Gijsbert van Tienhoven                        | 21 d'agost 1891        | 9 de maig de 1894      | Partit Liberal                |
| 22. | Joan Röell                                    | 9 de maig de 1894      | 27 de juliol 1897      | Partit Liberal-Conservador    |
| 23. | Nicolaas Pierson                              | 27 de juliol 1897      | 1 d'agost de 1901      | LU                            |
| 24. | Abraham Kuyper                                | 1 d'agost de 1901      | 17 d'agost de 1905     | ARP                           |
| 25. | Theodoor Herman de Meester                    | 17 d'agost de 1905     | 12 de febrer de 1908   | LU                            |
| 26. | Theo Heemskerk                                | 12 de febrer de 1908   | 29 d'agost de 1913     | ARP                           |
| 27. | Pieter Cort van der Linden                    | 19 d'agost de 1913     | 9 de setembre de 1918  | LU                            |
| 28. | Charles Ruijs de Beerenbrouck (Primer mandat) | 9 de setembre de 1918  | 4 d'agost de 1925      | RKSP                          |
| 29. | Hendrikus Colijn (Primer mandat)              | 4 d'agost de 1925      | 8 de març de 1926      | ARP                           |
| 30. | Dirk Jan de Geer (Primer Mandat)              | 8 de març de 1926      | 10 d'agost de 1929     | CHU                           |
| 31. | Charles Ruijs de Beerenbrouck (Segon mandat)  | 10 d'agost de 1929     | 26 de maig de 1933     | RKSP                          |
| 32. | Hendrikus Colijn (Segon mandat)               | 26 de maig de 1933     | 10 d'agost de 1939     | ARP                           |
| 33. | Dirk Jan de Geer (Segon mandat)               | 10 d'agost de 1939     | 3 de setembre de 1940  | CHU                           |
| 34. | Pieter Sjoerds Gerbrandy                      | 3 de setembre de 1940  | 24 de juny de 1945     | ARP                           |
| 35. | Willem Schermerhorn                           | 24 de juny de 1945     | 3 de juliol de 1946    | PvdA                          |
| 36. | Louis Beel (Primer Mandat)                    | 3 de juliol de 1946    | 7 d'agost de 1948      | KVP                           |
| 37. | Willem Drees                                  | 7 d'agost de 1948      | 22 de desembre de 1958 | PvdA                          |
| 38. | Louis Beel (Segon mandat)                     | 22 de desembre de 1958 | 19 de maig de 1959     | KVP                           |
| 39. | Jan de Quay                                   | 19 de maig de 1959     | 24 de juliol de 1963   | KVP                           |
| 40. | Victor Marijnen                               | 24 de juliol de 1963   | 14 d'abril de 1965     | KVP                           |
| 41. | Jo Cals                                       | 14 d'abril 1965        | 22 de novembre de 1966 | KVP                           |
| 42. | Jelle Zijlstra                                | 22 de novembre de 1966 | 5 d'abril 1967         | ARP                           |
| 43. | Piet de Jong                                  | 5 d'abril 1967         | 6 de juliol de 1971    | KVP                           |
| 44. | Barend Biesheuvel                             | 6 de juliol de 1971    | 11 de maig de 1973     | ARP                           |
| 45. | Joop den Uyl                                  | 11 de maig de 1973     | 19 de desembre de 1977 | PvdA                          |
| 46. | Dries van Agt                                 | 19 de desembre de 1977 | 4 de novembre de 1982  | CDA                           |
| 47. | Ruud Lubbers                                  | 4 de novembre de 1982  | 22 d'agost de 1994     | CDA                           |
| 48. | Wim Kok                                       | 22 d'agost de 1994     | 22 de juliol de 2002   | PvdA                          |
| 49. | Jan Peter Balkenende                          | 22 de juliol de 2002   | 14 d'octubre de 2010   | CDA                           |
| 50. | Mark Rutte                                    | 14 d'octubre de 2010   | 2 de juliol de 2024    | VVD                           |
| 51. | Dick Schoof                                   | 2 de juliol de 2024    | actualitat             | Partit per la Llibertat (PVV) |